# Saybia
Saybia é uma banda dinamarquesa de rock.

## Biografia
Saybia foi formada em 1993. Só na Primavera de 2001, depois de lançarem três EPs, a banda viu o seu talento reconhecido ao assinar com a EMI.
Logo depois começaram a trabalhar no primeiro álbum, The Second You Sleep. Depois da apresentação do álbum, a banda fez uma digressão pela Europa.
Em 2003 a banda esteve quase a separar-se. Jenson, Sandstrøm, Knudsen, Huss e Sørensen decidiram então comprar uma casa velha na Suécia, reconstruiram-na e transformaram-na num estúdio. Depois de meses a trabalhar nesse estúdio, These Are the Days nasce e é apresentado em 2004. 
Em 2007 é a vez de Eyes on the highway. 
O nome Saybia vem do fabricante do chimbal da bateria de Palle Sørensen, Sabian.

## Membros

### Actuais
- Jess Jenson -  teclados, vocais
- Sebastian Sandstrøm - guitarra
- Jeppe Langebek Knudsen - baixo , vocais
- Søren Huss - vocais, guitarra
- Palle Sørensen - bateria

## Discografia

### Álbums
| Year | Álbum                     | Maior colocação | Maior colocação | Maior colocação | Maior colocação | Certificação |
| Year | Álbum                     | DEN             | NED             | NOR             | SWI             | Certificação |
| ---- | ------------------------- | --------------- | --------------- | --------------- | --------------- | ------------ |
| 2002 | The Second You Sleep      | 1               | 38              | 1               | 65              |              |
| 2004 | These Are the Days        | 1               | 8               | 3               | 13              |              |
| 2007 | Eyes on the Highway       | 1               | 6               | 17              | 15              |              |
| 2015 | No Sound from the Outside | 7               | 9               | -               | 81              |              |

### EPs
| Year | Álbum              | Maior colocação | Certificação |
| Year | Álbum              | DEN             | Certificação |
| ---- | ------------------ | --------------- | ------------ |
| 1998 | Dawn of a New Life | –               |              |
| 2000 | Chapter 3          | –               |              |
| 2001 | Saybia (EP)        | 17              |              |
| 2003 | Live (EP)          | –               |              |

### Singles
Charting singles
| Year | Single        | Maior colocação | Certificação | Álbum               |
| Year | Single        | DEN             | Certificação | Álbum               |
| ---- | ------------- | --------------- | ------------ | ------------------- |
| 2004 | "I Surrender" | 15              |              | These Are the Days  |
| 2007 | "Angel"       | 30              |              | Eyes on the Highway |

## Ligações Externas
- Site Oficial
- Saybia no Myspace